# Copa del Rey 2008/09
De Copa del Rey 2008/2009 was de 107e editie van de strijd om de Spaanse voetbalbeker, beter bekend als de Copa del Rey. De competitie startte op 27 augustus 2008 en eindigde op 13 mei 2009 met de finale in het Estadio Mestalla in Valencia. Het toernooi werd gewonnen door FC Barcelona, dat in de finale te sterk was voor Athletic de Bilbao.

## Speeldata
| Ronde        | Data                               |
| ------------ | ---------------------------------- |
| 1ste ronde   | 27 augustus 2008                   |
| 2de ronde    | 3 september 2008                   |
| 3de ronde    | 8 oktober 2008                     |
| Laatste 32   | 29 oktober 2008 & 12 november 2008 |
| Laatste 16   | 7 januari 2009 & 14 januari 2009   |
| Kwartfinale  | 21 januari 2009 & 28 januari 2009  |
| Halve Finale | 4 februari 2009 & 4 maart 2009     |
| Finale       | 13 mei 2009                        |

bron:https://web.archive.org/web/20080729081439/http://www.lfp.es/competiciones/2008-09/otrascompeticiones/copadelrey/main_1.asp

## Gekwalificeerde teams
De volgende teams hebben door hun prestatie zich geplaatst voor de Copa del Rey 2008-09:
De 20 teams van de Primera División 2007/08:
| - Almería - Athletic Bilbao - Atlético Madrid - Barcelona - Betis - Deportivo - Espanyol - Getafe - Levante - Mallorca | - Murcia - Osasuna - Racing Santander - Real Madrid - Recreativo - Sevilla - Valencia - Valladolid - Villarreal - Zaragoza |

de 21 teams van de Segunda División A 2007-08. (Sevilla Atlético is uitgesloten omdat het een reserve team is van Sevilla):
| - Alavés - Albacete - Cádiz - Castellón - Celta - Córdoba - Eibar - Elche - Gimnàstic - Granada 74 - Hércules | - Las Palmas - Málaga - Numancia - Poli Ejido - Racing Ferrol - Real Sociedad - Salamanca - Sporting - Tenerife - Xerez |

De 22 teams van de Segunda División B 2007-08. de Top 5 van 4 groepen en de beste 2 met de beste punten *. Reserve teams zijn uitgesloten.
| - Pontevedra - Rayo Vallecano - Fuerteventura - Lugo - Universidad LPGC - Ponferradina - Huesca - Zamora - Barakaldo - Real Unión - Girona | - Gavà - Alicante - Benidorm - Orihuela - Écija - Ceuta - Linares - Mérida - Granada - Conquense* - Lemona* |

De 18 teams van de Tercera División 2007-08. De Kampioenen van elke groep. Reserve teams zijn uitgesloten.
| - Ciudad de Santiago - Real Oviedo - Gimnástica - Portugalete - Sant Andreu - Alzira - Ciempozuelos - Mirandés - Roquetas | - San Fernando - Atlético Baleares - Atlético Granadilla - Ciudad Lorquí - Don Benito - Izarra - Alfaro - Ejea - Toledo |

## Eerste Ronde
De wedstrijden werden gespeeld op 23, 25, 26, 27 en 28 augustus 2008.
| Team 1              | Res. | Team 2            |
| ------------------- | ---- | ----------------- |
| Real Oviedo         | 2–0  | Pontevedra        |
| Ponferradina        | 1–0  | Racing Ferrol     |
| San Fernando        | 0–3  | Poli Ejido        |
| Conquense           | 3–2  | Cádiz             |
| Izarra              | 0–1  | Gavà              |
| Universidad LPGC    | 1–0  | Ciempozuelos      |
| Orihuela            | 2–0  | Atlético Baleares |
| Linares             | 1–2  | Écija             |
| Ciudad Santiago     | 0–1  | Portugalete       |
| Melilla             | 2–1  | Ceuta             |
| Toledo              | 3–1  | Granada           |
| Barakaldo           | 2–0  | Gimnástica        |
| Roquetas            | 1–0  | Ciudad Lorquí     |
| Ejea                | 1–3  | Alzira            |
| Alfaro              | 1-0  | Águilas           |
| Atlético Granadilla | 0–1  | Don Benito        |
| Lugo                | 0–3  | Real Unión        |
| Sant Andreu         | 2–1  | Mirandés          |

## Tweede Ronde
De wedstrijden werden gespeeld op 3, 4 en 11 september 2008. Albacete is vrijgeloot.
| Team 1        | Res.                 | Team 2           |
| ------------- | -------------------- | ---------------- |
| Real Oviedo   | 2–3 (na extra tijd)  | Ponferradina     |
| Poli Ejido    | 2–0                  | Conquense        |
| Gavà          | 1–3 (na extra tijd)  | Universidad LPGC |
| Orihuela      | 1–0                  | Fuerteventura    |
| Écija         | 0–1                  | Portugalete      |
| Benidorm      | 4–2 (na extra tijd)  | Lemona           |
| Melilla       | 5–2                  | Mérida           |
| Toledo        | 1–0 (na extra tijd)  | Zamora           |
| Barakaldo     | 1–0 (na extra tijd)  | Roquetas         |
| Alzira        | 0–0 (1–4 pen)        | Granada 74       |
| Alfaro        | 1–2                  | Don Benito       |
| Real Unión    | 2–1                  | Sant Andreu      |
| Hércules      | 2–1 ( na extra tijd) | Levante          |
| Castellón     | 1–0                  | Eibar            |
| Elche         | 2–0                  | Alavés           |
| Nàstic        | 0–2                  | Girona           |
| Huesca        | 1–3 (na extra tijd)  | Rayo Vallecano   |
| Salamanca     | 2–1                  | Las Palmas       |
| Real Sociedad | 1–0                  | Zaragoza         |
| Alicante      | 0–1                  | Celta            |
| Xerez         | 1–1 (1–3 p)          | Real Murcia      |
| Tenerife      | 2–1                  | Córdoba          |

## Derde Ronde
De wedstrijden werden gespeeld op 8 en 9 oktober 2008. Real Murcia was vrijgeloot.
| Team 1         | Res.             | Team 2           |
| -------------- | ---------------- | ---------------- |
| Celta          | 2–0              | Real Sociedad    |
| Granada 74     | 0–2              | Benidorm         |
| Elche          | 1–1 (4–3 p)      | Tenerife         |
| Salamanca      | 0–1 (extra tijd) | Castellón        |
| Ponferradina   | 1–1 (4–2 p)      | Universidad LPGC |
| Portugalete    | 2–0              | Don Benito       |
| Real Unión     | 2–1              | Barakaldo        |
| Orihuela       | 3–1              | Toledo           |
| Rayo Vallecano | 2–1              | Albacete         |
| Hércules       | 1–0              | Girona           |
| Melilla        | 2–3              | Poli Ejido       |

## Vierde Ronde
De heenduels werden gespeeld op 28, 29 en 30 oktober de returns werden gespeeld op 12 en 13 november 2008.
| Team 1          | Tot.   | Team 2       | 1e wedstr. | 2e wedstr. |
| --------------- | ------ | ------------ | ---------- | ---------- |
| Real Unión      | 6–6(u) | Real Madrid  | 3–2        | 3–4        |
| Poli Ejido      | 6–1    | Villarreal   | 5–0        | 1–1        |
| Celta de Vigo   | 2–5    | Espanyol     | 2–2        | 0–3        |
| Hércules        | 3–7    | Valladolid   | 1–5        | 2–2        |
| Benidorm        | 0–2    | FC Barcelona | 0–1        | 0–1        |
| Portugalete     | 1–7    | Valencia     | 1–4        | 0–3        |
| Orihuela        | 0–1    | Atlético     | 0–1        | 0–0        |
| Elche           | 0–4    | Deportivo    | 0–2        | 0–2        |
| Real Murcia     | 2–3    | Racing       | 2–1        | 0–2        |
| Rayo Vallecano  | 1–5    | Almería      | 1–2        | 0–3        |
| Numancia        | 0–3    | Sporting     | 0–1        | 0–2        |
| Málaga          | 1–3    | Mallorca     | 1–1        | 0–2        |
| Athletic Bilbao | 3–2    | Recreativo   | 2–0        | 1–2        |
| Castellón       | 0–4    | Betis        | 0–2        | 0–2        |
| Getafe          | 0-1    | Osasuna      | 0–0        | 0-1        |
| Ponferradina    | 1–4    | Sevilla      | 1–0        | 0-4        |

## Laatste 16
De heenduel wordt gespeeld op 6 , 7 en 8 januari 2009 , de returns worden op 14 en 15 januari 2009 gespeeld.
| Team 1     | Tot.                | Team 2          | 1e wedstr. | 2e wedstr. |
| ---------- | ------------------- | --------------- | ---------- | ---------- |
| Sevilla    | 5–1                 | Deportivo       | 2–1        | 3–0        |
| Sporting   | 4–3                 | Valladolid      | 3–1        | 1–2        |
| Poli Ejido | 3–3 (u)             | Espanyol        | 3–2        | 0–1        |
| Real Unión | 0–2                 | Betis           | 0–1        | 0–1        |
| Mallorca   | 4–2                 | Almería         | 3–1        | 1–1        |
| Racing     | 2–4 (na extra tijd) | Valencia        | 1–1        | 1–3        |
| Atlético   | 2–5                 | Barcelona       | 1–3        | 1–2        |
| Osasuna    | 1–3                 | Athletic Bilbao | 1–1        | 0–2        |

## Kwartfinale
De heenduel wordt gespeeld op 21 en 22 januari 2009 , de returns worden op 28 en 29 januari 2009 gespeeld.
| Team 1          | Tot.    | Team 2    | 1e wedstr. | 2e wedstr. |
| --------------- | ------- | --------- | ---------- | ---------- |
| Athletic Bilbao | 2–1     | Sporting  | 0–0        | 2–1        |
| Mallorca        | 1–0     | Betis     | 1–0        | 0–0        |
| Valencia        | 4-4 (u) | Sevilla   | 3–2        | 2-1        |
| Espanyol        | 2-3     | Barcelona | 0–0        | 2-3        |

## Halve finale
| Team 1          | Tot. | Team 2   | 1e wedstr. | 2e wedstr. |
| --------------- | ---- | -------- | ---------- | ---------- |
| Athletic Bilbao | 4-2  | Sevilla  | 1-2        | 2-1        |
| FC Barcelona    | 3-1  | Mallorca | 2-0        | 1-1        |

### Heenduel
|                       |                                       |        |                       |                                                                                            |
| 4 februari 2009 21:15 | Sevilla                               | 2 – 1  | Athletic Bilbao       | Estadio Ramón Sánchez Pizjuán, Sevilla Toeschouwers: 30.000 Scheidsrechter: Carlos Velasco |
| 4 februari 2009 21:15 | Aldo Duscher 61' Lautaro Acosta 90+2' | Report | 42' Fernando Llorente | Estadio Ramón Sánchez Pizjuán, Sevilla Toeschouwers: 30.000 Scheidsrechter: Carlos Velasco |

|                       |                                      |         |          |                                                                      |
| 5 februari 2009 21:30 | Barcelona                            | 2 – 0   | Mallorca | Camp Nou, Barcelona Toeschouwers: 52.932 Scheidsrechter: César Muñiz |
| 5 februari 2009 21:30 | Thierry Henry 35' Rafael Márquez 73' | Verslag |          | Camp Nou, Barcelona Toeschouwers: 52.932 Scheidsrechter: César Muñiz |

### Return
|                    |                                                             |         |         |                                                                              |
| 4 maart 2009 20:00 | Athletic Bilbao                                             | 3 – 0   | Sevilla | Estadio San Mamés, Bilbao Toeschouwers: 39.750 Scheidsrechter: Manuel Mejuto |
| 4 maart 2009 20:00 | Javier Martínez 4' Fernando Llorente 34' Gaizka Toquero 37' | Verslag |         | Estadio San Mamés, Bilbao Toeschouwers: 39.750 Scheidsrechter: Manuel Mejuto |

|                    |                    |         |                  |                                                                         |
| 4 maart 2009 22:00 | Mallorca           | 1 – 1   | Barcelona        | ONO Estadi, Mallorca Toeschouwers: 14.000 Scheidsrechter: Rubinos Pérez |
| 4 maart 2009 22:00 | Gonzalo Castro 45' | Verslag | 81' Lionel Messi | ONO Estadi, Mallorca Toeschouwers: 14.000 Scheidsrechter: Rubinos Pérez |

## Finale
|             |                   |         |                                                                    |                                                                             |
| 13 mei 2009 | Athletic Bilbao   | 1 – 4   | Barcelona                                                          | Estadio Mestalla, Valencia Toeschouwers: 50.000 Scheidsrechter: Luis Medina |
| 13 mei 2009 | Gaizka Toquero 9' | Verslag | 32' Yaya Touré 55' Lionel Messi 57' Bojan Krkić 64' Xavi Hernández | Estadio Mestalla, Valencia Toeschouwers: 50.000 Scheidsrechter: Luis Medina |